# Stu Avant
Stuart "Stu" Avant (Christchurch, 31 de marzo de 1955) es un expiloto de motociclismo neozelandés, que compitió en el Campeonato del Mundo de Motociclismo desde 1976 hasta 1983. Su mejor temporada fue en su primer año de profesional en el que acabó duodécimo en el Mundial de 500 cc.

## Biografía
Avant debutó con solo 20 años de edad, en el Gran Premio de Francia de 1976 de 500 cc donde terminó séptimo. Posteriormente, alcanzó la quinta posición por delante de Giacomo Agostini en Gran Premio de Austria de 500 cc en su Diemme Suzuki RG500. También fue muy recordada su carrera en Gran Premio de Suecia donde acabó cuarto y lideró la carrera durante ocho vueltas (aunque la falta de experiencia para la carrera lo vio sucumbir ante el eventual ganador Barry Sheene).
Entre sus competiciones europeas, Avant disputó la Serie Marlboro en Nueva Zelanda durante el verano. En 1977, corrió con una Suzuki RG500 junto a Marco Lucchinelli pero no pudo acabar casi ninguna prueba del campeonato. entre 1978 y 1979, Avant regresó a Australia para competir con Dick Hunter a bordo del Total Hunter Suzuki RG500 en el que ganó la carrera Bathurst 500cc. En 1980, volvió a Europa, con su esposa inglesa que conoció mientras trabajaba como vendedor en la tienda de Pask. Ese año también probó las grandes cilindrada con la Suzuki 1000, donde consiguió un quintop puesto en el Gran Premio de Gran Bretaña y sexto en Cadwell Park un mes después. Sin embargo, su mayor logro fue en la North West 200 de 1982 donde ganó en la categoría de 500cc delante de nombres como Joey Dunlop, Norman Brown o Mick Grant.
En sus últimos años como profesional, tuvo sus momento más destacados al acabar quinto en el Gran Premio de Francia de 1982 de 500 cc o liderar durante cinco vueltas en el Gran Premio de Gran Bretaña de 1982 de 500cc.
Una vez retirado, Avant se convirtió en un comentarista de televisión, probador para mecánicos de motocicletas y piloto de pruebas de Suzuki GB, desarrollando su cuadro de panal y los frenos de carbono. En 1997, Avant se convirtió en miembro del equipo de Suzuki al que siempre aspiraba. En sus últimos años, se dedicó a su negocio de neumáticos en Sídney.

## Resultados de carrera

### Campeonato del Mundo de Motociclismo

#### Carreras por año
Sistema de puntos desde 1969 a 1987:
| Posición | 1.º | 2.º | 3.º | 4.º | 5.º | 6.º | 7.º | 8.º | 9.º | 10.º |
| Pts.     | 15  | 12  | 10  | 8   | 6   | 5   | 4   | 3   | 2   | 1    |

(Carreras en negrita indica pole position, carreras en cursiva indica vuelta rápida)
| Año  | Cat.  | Equipo | 1       | 2       | 3       | 4       | 5       | 6       | 7       | 8      | 9       | 10    | 11      | 12      | Pts. | Pos. |
| ---- | ----- | ------ | ------- | ------- | ------- | ------- | ------- | ------- | ------- | ------ | ------- | ----- | ------- | ------- | ---- | ---- |
| 1976 | 500cc | Suzuki | FRA 7   | AUT 5   | NAT Ret |         | IOM -   | NED Ret | BEL -   | SWE 5  | FIN Ret | CZE - | GER -   |         | 20   | 12.º |
| 1977 | 500cc | Suzuki | VEN -   | AUT Ret | GER 11  | NAT Ret | FRA Ret | NED Ret | BEL -   | SWE -  | FIN Ret | CZE - | GBR Ret |         | 0    | -    |
| 1980 | 500cc | Suzuki | NAT -   | SPA -   | FRA -   | NED -   | BEL DNQ | FIN -   | GBR Ret | GER 14 |         |       |         |         | 0    | -    |
| 1981 | 500cc | Suzuki | AUT Ret | GER Ret | NAT 19  | FRA 16  | YUG -   | NED 19  | BEL 22  | RSM -  | GBR 7   | FIN - | SWE -   |         | 4    | 19.º |
| 1982 | 500cc | Suzuki | ARG -   | AUT Ret | FRA 5   | SPA -   | NAT -   | NED 15  | BEL 12  | YUG -  | GBR 21  | SWE - | RSM -   | GER Ret | 6    | 21.º |
| 1983 | 500cc | Suzuki | RSA -   | FRA 17  | NAT -   | GER 30  | SPA -   | AUT -   | YUG -   | NED 11 | BEL 16  | GBR - | SWE -   | RSM -   | 0    | -    |